# 贵岙乡
贵岙乡，是中华人民共和国浙江省丽水市青田县下辖的一个乡镇级行政单位。

## 行政区划
贵岙乡下辖以下地区：
贵岙村、下坑村、小双坑村、上贵村、卓山村、塘后村、洪岩头村、金昌罗村、东山村、孙坑村、大双坑村、呈山村、下贵村、黄山村和荷金村。